# ジャーヴィス (DD-393)
ジャーヴィス (USS Jarvis, DD-393) は、アメリカ海軍の駆逐艦。バッグレイ級駆逐艦の1隻。艦名は1800年の擬似戦争において13歳で戦死した士官候補生のジェームズ・C・ジャーヴィスに因む。「ジャーヴィス」の名を持つ艦としては2代目。
ジャーヴィスは1942年8月9日にガダルカナル島南方で全乗員と共に失われた。本艦はピルスバリー（USS Pillsbury, DD-227）と同様に、第二次世界大戦中に乗員が全滅した2隻のアメリカ海軍主要水上艦艇の一隻であった。

## 艦歴
ジャーヴィスは1935年8月21日にワシントン州ブレマートンのピュージェット・サウンド海軍工廠で起工、1937年5月6日にクレイヴン海軍中将夫人であるトーマス・T・クレイヴンの手で進水した。その後ジャーヴィスは1937年10月27日に初代艦長R・R・ファーガソン少佐の指揮の下で就役した。
ジャーヴィスは1938年1月4日にピュージェット湾を出て、カリフォルニア州沿岸およびカリブ海で活動した。1940年4月1日にサンディエゴを出港したジャーヴィスはハワイ周辺での艦隊演習に参加。ジャーヴィスは4月26日に真珠湾へ到着し、さらにミッドウェイ島とジョンストン島へ航海した後で1941年2月8日にオーバーホールのためサンフランシスコへ到着した。
4月17日に真珠湾へ帰港後、ジャーヴィスは続く7ヶ月間を第4駆逐戦隊（Destroyer Squadron 4）第8駆逐隊（Destroyer Division 8, DesDiv 8）での活発な活動で過ごし、マウイ島沖での演習を終えた12月4日に真珠湾へ戻った。

### 真珠湾攻撃
3日後の12月7日、小規模修理のためにマグフォード（USS Mugford, DD-389）の隣で海軍工廠のB6埠頭に停泊していたジャーヴィスは真珠湾攻撃に遭遇した。ジャーヴィスは5インチ砲と機銃で反撃を行い、ジャーヴィスの射手は合計4機の撃墜を主張した。ジャーヴィスは一連の戦闘で軽微な損傷を負ったものの乗員に被害はなかった。攻撃が去った後、ジャーヴィスは数隻の巡洋艦と駆逐艦と共にハワイ周辺海域の捜索と対潜哨戒を実施した。

### 最初の戦時行動
12月16日、ジャーヴィスは第14任務部隊に加わり、空母サラトガ（USS Saratoga, CV-3）を護衛して日本軍の攻撃を受けているウェーク島の救援に向かった。しかしながら救援作戦は放棄されたため、任務部隊は12月23日に真珠湾へ帰還を命じられた。その後ジャーヴィスは対潜哨戒を再開するため12月29日に真珠湾へ戻った。空母レキシントン（USS Lexington, CV-2）と巡洋艦らと共に行動中だったジャーヴィスは、1942年1月23日の夜に雷撃され6時間後に沈没した給油艦ナチェス（USS Neches, AO-5）の生存者182名を救助した。
一部の文献では、ジャーヴィスは1月27日に真珠湾南方沖で伊号第七十三潜水艦を掃海駆逐艦ロング(USS Long, DMS-12)、トレヴァー(USS Trever, DMS-16)他1隻と共同で撃沈したとされている。
ジャーヴィスは2月5日に真珠湾を出港しオーストラリアのブリスベンへ向かう船団を護衛して3月27日に帰投した。4月8日にジャーヴィスは小規模整備のため第4駆逐戦隊の僚艦らと共にサンフランシスコへ向かう。5月18日に13隻の船を護衛して真珠湾へ戻ったジャーヴィスは、5日後にフィジーを経由してオーストラリアのシドニーへ移動し、6月18日に到着した。ガダルカナルの戦いに参加するまでの間、ジャーヴィスはオーストラリアからニューカレドニアへの船団護衛と対潜哨戒任務に従事した。

### ガダルカナルの戦い
7月14日にシドニーを出たジャーヴィスは、第62任務部隊に加わるため7月19日にニュージーランドのウェリントンへ到着した。第62任務部隊は7月22日にソロモン諸島へ向け出港。7月28日から30日までフィジーで上陸演習を実施した後に20,000名の海兵隊と84隻の艦艇からなる侵攻部隊が7月31日に出撃する。雨と濃い霧によって日本側の偵察機から隠された部隊は8月7日に上陸地点の沖合へ到着した。
艦砲射撃と空襲に続いて午前6時50分から上陸が開始され、ジャーヴィスは海兵隊が橋頭堡を確保するまでの間、警戒活動を続けた。上陸作戦が進展するにつれて、アメリカ軍は日本側の空襲を警戒し始めた。だが予想と異なり、午後に行われた2度の空襲はマグフォードが軽微な損傷を受けたのみだった。

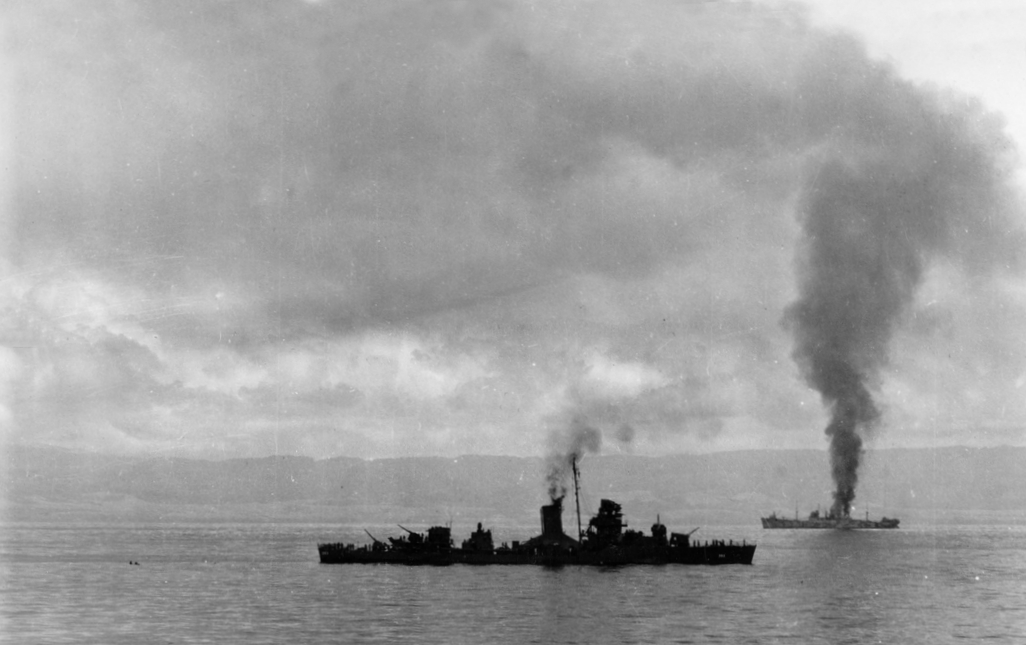
炎上するジョージ・F・エリオットと損傷したジャーヴィス。1942年8月8日。

その後ジャーヴィスはサボ島南端を夜間哨戒してから、揚陸未了の船団を防護するためルンガ岬へ戻った。翌8月8日、日本海軍は零式艦上戦闘機15機の護衛の下で一式陸上攻撃機23機による空襲を仕掛けてきた。米軍はコースト・ウォッチャーズからの通報によって迎撃態勢を整えており、攻撃隊は一式陸攻18機未帰還・零戦1機自爆の大損害をだした。しかし対空砲火と直掩の戦闘機を潜り抜けた一部の一式陸攻によって雷撃が行われ、兵員輸送艦ジョージ・F・エリオット（USS George F. Elliott, AP-13）に陸攻1機が突入して炎上放棄に至り、ジャーヴィスにも魚雷が命中した。
魚雷は前部機関室近くの右舷に命中し、ジャーヴィスの乗員14名が戦死、航行不能となる。ジャーヴィスの乗員たちは左舷の魚雷を投棄し、爆発に続いて生じた火災を速やかに消火することができた。駆逐艦デューイ（USS Dewey, DD-349）に曳航されたジャーヴィスはルンガ岬沖の浅い泊地に移動させられ、空襲後にツラギへ移動したジャーヴィスは負傷者7名を移送すると共に応急修理を実施した。
約15mの破孔があったもののジャーヴィスは航行可能と判断され、掃海駆逐艦ホーヴェイ（USS Hovey, DMS-11）の護衛の下で夜陰に紛れてニューヘブリディーズ諸島のエファテ島へ向かうように指示を受けた。だが実際のところ、ジャーヴィスの無線は使用不能になっていたためこの命令は伝わらなかったらしい。ジャーヴィスの艦長ウィリアム・W・グラハム・ジュニア少佐は、オーストラリアのシドニーへ向かい、駆逐艦母艦ドビン（USS Dobbin, AD-3）の速やかな修理を受けることに決めた。8月9日の夜にツラギを出発したジャーヴィスは、「アイアンボトム・サウンド」とサボ島・エスペランス岬間をゆっくりと西へ抜けていった。
午前1時34分、ジャーヴィスは間もなく第一次ソロモン海戦を戦うことになる三川軍一中将率いる外南洋部隊主隊と遭遇した。旗艦重巡洋艦鳥海の見張り員が左舷15,000mにジャーヴィスを発見し、ニュージーランド海軍の軽巡洋艦アキリーズと誤認したジャーヴィスに向けて鳥海と古鷹が各4本の魚雷を発射したが全て外れた。駆逐艦夕凪も一時ジャーヴィスを迎撃したが取り逃がした。そしてジャーヴィスは外南洋部隊主隊に気づかないまま去っていった。
なおも西へ撤退を続けるジャーヴィスは、ほとんど速度を出すことができず、無線は使用不能、使用可能な兵装もほとんどない状態であった。だがジャーヴィスは、午前3時25分に遭遇した駆逐艦ブルー（USS Blue, DD-387）の援助を拒んだ。夜明け後、サラトガから発進した偵察機がガダルカナル島沖40マイル地点で艦首を沈下させ重油の尾を引きながら進む姿を目撃したのを最後にジャーヴィスは消息不明となった。

### 最期
日本側の記録によると、損傷したジャーヴィスはラバウルを発進した31機の攻撃隊（陸攻16機、零戦15機）による空襲を受けた。損傷著しい駆逐艦に勝機はなく、8月9日午後1時頃に転覆・沈没したと記録されている。生存者は確認されず、艦長グラハム少佐以下233名全員が戦死した。日本側はこの戦闘で陸攻2機喪失、1機不時着時大破の損害を受けている。
艦名は後にフレッチャー級駆逐艦ジャーヴィス（USS Jarvis, DD-799）に受け継がれた。

## 栄典
ジャーヴィスは第二次世界大戦の戦功で3個の従軍星章を受章した。